# Енергетик (футбольний клуб, Дубоссари)
«Енергетик» (рум. Energhetic) — професіональний молдовський футбольний клуб з міста Дубоссари. Заснований 1996 року, домашні матчі проводив на дубосарському Міському стадіоні.

## Історія
Заснований 1996 року в місті Дубоссари, представляв місцеву енергетичну компанію. У 1997 році виграв так званий «чемпіонат ПМР», завдяки чому команду включили до Дивізіону «A». У наступному сезоні вони посіли третє місце у другому дивізіоні, але оскільки ФК «Шериф-2» та «Зімбру-2», які посіли 1-ше та 2-ге місця відповідно, були фарм-клубами та не мали права на підвищення в класі, то саме дубоссарські «енергетики» вперше вийшли до Національного Дивізіону. У сезоні 1999/00 років «Енергетик» виступав у Національному дивізіоні чемпіонату Молдови. За підсумками сезону дубоссарський клуб посів останнє місце, й вилетів до Дивізіону «A», в якому залишався аж до розформування команди у 2007 році.

## Досягнення
- «Чемпіонат Придністров'я»
  -  Чемпіон (1): 1996/97

## Відомі гравці
- Яків Залевський
- Руслан Барбурош
- / Анатолій Минзу